# ぴゅあぴゅあ
『ぴゅあぴゅあ』は2004年5月28日にKLEINより発売された18禁恋愛アドベンチャーゲームである。また、2005年1月27日にはデータム・ポリスターからPlayStation 2移植版の『ぴゅあぴゅあ 耳としっぽのものがたり』が発売された（CERO12歳以上対象）。
また、株式会社ジャックインザボックスのウェブサイト「禁断のギャルゲー」より携帯電話アプリゲーム版が配信されている。

## ストーリー
（出典：）
耳と人にしっぽがついている耳っ子がいる世界が舞台。主人公の結城潤はペットの美容師であるトリマーになるため、養成学校に通っている。潤はトリマーになる勉強をしながら、友人の御堂拓也やさち、ひなたなどと交流を深めている。養成学校の卒業式が近づくころ、潤とさちは恋人関係に発展する。幸せが続くかと思われたが、卒業試験の一週間前になって、さちが突然倒れてしまう。潤の献身的な介抱によってさちの体調は元に戻るが、その後も何度も倒れてしまう。そして、不幸な真実が判明する。

## 登場人物
結城 潤（ゆうき じゅん）
主人公。耳っ子のトリマーになるため、養成学校に通っている。その時に出会ったさちと恋仲になる。耳っ子に対しても人間と同じように接する好人物である。真面目で努力を惜しまない性格だが、堅苦しい雰囲気はない。
トリマー養成学校を卒業してから数年後、友人の御堂が経営する喫茶店で働き始める。
ひなた
声 - 金松由花(PC)／井上みゆ(PS2)
身長：156cm B/W/H 75/53/80
犬耳っ子。養成学校の中で暮らしていた。とても元気が良く、いつも潤にじゃれついている。潤のこととなると周りが見えなくなるほど、好意を抱いている。成長して他人の心を思いやれるようになった。
さち
声 - 大野まりな
身長：152cm B/W/H 76/56/84
犬耳っ子。養成学校で手伝いをしている。潤をご主人様と呼んで慕う。潤と恋仲になるも、体調を崩して倒れてしまう。とても優しい性格で、人の意見を尊重するあまり、自分の意見を控えてしまうことがある。
とばり
声 - 大波こなみ(PC)／幡宮かのこ(PS2)
身長：161cm B/W/H 80/56/84
猫耳っ子。性格も猫そのものであり、突然現れては好き勝手な行動をする。しかし意外と義理堅く、交わした約束は必ず守る。
結城 美和（ゆうき みわ）
声 - MARIO
身長：155cm B/W/H 83/58/80
主人公の実妹。料理が得意で、よく潤の住んでる部屋に行っては朝食や夕食、お弁当を作ったりする。人見知りな性格で、潤以外の男性とはうまく話をすることができない。
御堂 拓也（みどう たくや）
声 - 野島健児(PS2)
主人公の同級生。関西弁で喋るが関西出身ではない。トリマーとしての実力は高い。卒業後はペットショップを経営しようと考えている。

## 主題歌
- OPテーマ『under the moonlight』[7]
  - 作詞：林ゆみこ
  - 作曲：滝沢淑行
  - 編曲：ヒロ
  - 歌：立花みづき
- イメージソング『Destiny』[10]
  - 作詞：kenko-p
  - 作曲：鈴木康純
  - 歌：YOU-CO
- EDテーマ『アリガト。』[10]
  - 作詞：kenko-p
  - 作曲：鈴木康純
  - 歌：YOU-CO

※ イメージソング&EDテーマはPS2版のみ。「PS2 ぴゅあぴゅあスペシャルCD」（本体同梱品）のトラック1にイメージソング、トラック8にEDテーマが入っている。